# 1 Scorpii
b Scorpii
Désignations
1 Scorpii (en abrégé 1 Sco), aussi connue sous la désignation de Bayer b Scorpii, est une étoile de la constellation du Scorpion. C'est une étoile bleu-blanc de la séquence principale, de type spectral B1.5Vn, le suffixe 'n' indiquant qu'il existe des raies spectrales d’absorption larges et diffuses en raison de la rotation rapide de l'étoile.